# Аква, Фабрис Альсебьядеш Майеку
Фабрис Альсебьядеш Майеку (порт. Fabrice Alcebiades Maieco) более известный под именем Аква (порт. Akwá, 30 мая 1977, Бенгела) — ангольский футболист, нападающий.

## Карьера

### Клубная
Играл в Португалии в «Алверке» и «Бенфике», также выступал в клубах из Катара: «Аль-Вакра», «Аль-Гарафа» и «Катар СК». На данный момент выступает за родную команду «Петру Атлетику» (с июня 2007 года).

### В сборной
Выступал за сборную Анголы, участвовал в чемпионате мира 2006 года. Был вызван на турнир, несмотря на то, что был без клуба. Он сыграл 80 матчей и забил 36 мячей за Анголу за всю карьеру. На чемпионате мира был капитаном команды.